# Marcel Kittel
Marcel Kittel (n. Arnstadt, 11 de maio de 1988) foi um ciclista profissional alemão, que abandonou o ciclismo em 2019 após ter rescindido contrato com a equipa Katusha-Alpecin. Destacou-se como sprinter mesmo iniciando-se como sendo contrarrelogista.

## Biografia

### Inícios no profissionalismo
Estreia como profissional na Thüringer Energie Team, e para ela correu durante quatro campanhas onde obteve notavêis êxitos, incluindo campeonatos nacionais e europeus sub-23.

### 2011
Em 2011 passou ao primeiro nível do ciclismo mundial ao correr pela equipa neerlandesa Skil-Shimano onde obteve 17 vitórias no decorrer da temporada, só superado por Philippe Gilbert com 18.
A sua primeira vitória numa edição de grande volta foi na sétima etapa da Vuelta a España 2011, disputada entre Almadén e Talavera de la Reina.

### 2013
Sem dúvida, o seu êxito mais importante foram os triunfos na Tour de France na qual conseguiu ganhar a primeira etapa, que depois lhe permitiu vestir durante um dia a camisa amarela que distingue o líder da ronda gala, depois ganharia três etapas, mas imponde-se sobre o seu compatriota Andre Greipel na décima etapa, sobre Mark Cavendish na décima segunda etapa  e ganhando a ambos no sprint final na última etapa em Paris.

## Palmarés
2008
- Memorial Davide Fardelli

2009
- 1 etapa Tour de Haut Anjou
- 1 etapa Flèche du Sud
- 1 etapa Tour de Thüringe

2010
- 1 etapa de la Festningsrittet
- 3º no Campeonato Mundial de Ciclismo de Estrada de 2010 sub-23

2011
- 1 etapa no Tour de Langkawi
- 4 etapas em Quatro Dias de Dunkerque
- ProRace Berlin
- Delta Tour Zeeland, mais 1 etapa
- 4 etapas na Volta à Polónia 2011
- 1 etapa Vuelta a España 2011
- Campeonato de Flandes
- Giro de Münsterland
- 2 etapas Jayco Herald Sun Tour

2012
- 1 etapa Étoile de Bessèges 2012
- 2 etapas Tour de Oman
- 1 etapa nos Três Dias de La Panne
- Scheldeprijs
- 2 etapas Ster ZLM Toer
- 2 etapas Eneco Tour 2012
- Circuito de Houtland
- 2 etapas Circuito Franco-Belga
- Giro de Münsterland

2013
- 1 etapa Tour de Oman 2013
- 1 etapa Paris-Nice
- Scheldeprijs
- 3 etapas Volta à Turquia
- Tour de Picardie, mais 2 etapas
- ProRace Berlin
- 1 etapa Ster ZLM Toer
- 4 etapas Tour de France
- Circuito de Houtland

2014
- 3 etapas Tour do Dubai
- Scheldeprijs
- 2 etapas Giro d'Italia
- 4 etapas Tour de France

## Participação nas grandes voltas

### Linha do tempo na classificação geral
| Carreira                                  | 2011 | 2012 | 2013 | 2014 |
| ----------------------------------------- | ---- | ---- | ---- | ---- |
| Giro d'Italia                             | -    | -    | -    | Ab.  |
| Tour de France                            | -    | Ab.  | 166º | 161º |
| Vuelta a España                           | Ab.  | -    | -    | -    |
| Campeonato Mundial de Ciclismo em Estrada | 176º | -    | -    | -    |

-: não participa

Ab.: abandono

## Equipas
- Thüringer Energie Team (2007-2010)
- Skil-Shimano/Project 1t4i/Argos-Shimano/Giant-Shimano (2011-2014)
  - Skil-Shimano (2011)
  - Project 1t4i (2012)[6]
  - Argos-Shimano (2012[7]-2013)
  - Giant-Shimano (2014)